# Хомченовський Дмитро Геннадійович
Дмитро́ Генна́дійович Хомчено́вський (нар. 16 квітня 1990, Вугледар, Донецька область, УРСР, СРСР) — український футболіст, лівий вінгер «Кривбаса». Грав за національну збірну України.

## Кар'єра
Вихованець донецької футбольної школи «Олімпік-УОР». 25 липня 2007 року 17-річний гравець дебютував у складі дорослої команди «Олімпіка» в другій лізі чемпіонату України в матчі проти ФК «Полтава». Загалом відіграв у складі донецької команди протягом 2,5 сезонів.
На початку 2010 року приєднався на умовах оренди до складу представника Прем'єр-ліги, криворізького «Кривбаса». Спочатку виступав здебільшого за команду дублерів. У складі основної команди клубу дебютував 7 серпня 2010 року, вийшовши на заміну в грі чемпіонату проти київської «Оболоні». Швидко став однією з ключових фігур півзахисту криворізької команди та привернув увагу тренерського штабу молодіжної збірної України, у складі якої дебютував 10 серпня 2010 року в грі проти «молодіжки» Ірану.
Під час зимового міжсезоння 2010/11 керівництво «Кривбаса» не змогло забезпечити продовження співпраці з молодим гравцем, і на початку 2011 року він уклав контракт з луганською «Зорею».
31 серпня 2015 року, в останній день трансферного вікна, перейшов в іспанський клуб «Понферрадіна». Спочатку повідомлялося, що трансфер обійшовся іспанцям у два мільйони євро, але пізніше стало відомо, що Хомченовський розірвав контракт із «Зорею» і перейшов як вільний агент. 9 вересня 2015 року дебютував за новий клуб у виїзному матчі 1/64 фіналу Кубка Іспанії проти «Алькоркона», провівши на полі 87 хвилин, а 13 вересня вперше зіграв у Сегунді, вийшовши на заміну на 75-й хвилині гостьової зустрічі знову проти «Алькоркона». 3 грудня 2015 року в першому матчі 1/16 фіналу Кубка Іспанії проти «Ейбара» півзахисник забив свій перший гол за «Понферрадіну».
29 червня 2016 року став гравцем польської «Ягеллонії». Протягом дебютного сезону в Польщі був гравцем основного складу, проте протягом першої половини сезону 2017/18 провів за «Ягеллонію» лише шість ігор у чемпіонаті, а в січні 2018 року залишив команду.
У лютому 2018 року гравець на правах вільного агента уклав угоду з російським «Уралом». У березні та квітні Хомченовський чотири рази потрапляв до заявки «уральців» на матч РПЛ, але так і не провів жодної гри в російській футбольній першості. Уже наприкінці квітня стало відомо про розірвання контракту гравця з «Уралом», Хомченовський повернувся на батьківщину, де тренувався зі своєю колишньою командою, луганською «Зорею», та займався пошуком нового клубу.
У червні 2018 року було оголошено про підписання гравцем контракту із «Зорею».

### Виступи за збірну
| 1 | 14.08.2013 | НСК «Олімпійський», Київ | Україна — Ізраїль    | 2-0 | Товариський матч         | 46' |  |  |  |
| 2 | 06.09.2013 | «Арена Львів», Львів     | Україна — Сан-Марино | 9-0 | Відбірковий матч ЧС-2014 | 75' |  |  |  |
| 3 | 10.09.2013 | НСК «Олімпійський», Київ | Україна — Англія     | 0-0 | Відбірковий матч ЧС-2014 | 90' |  |  |  |
| 4 | 18.11.2014 | НСК «Олімпійський», Київ | Україна — Литва      | 0-0 | Товариський матч         | 46' |  |  |  |